# Скерішоара (Олт)
Скерішоара (рум. Scărișoara) — село у повіті Олт в Румунії. Адміністративний центр комуни Скерішоара.
Село розташоване на відстані 130 км на захід від Бухареста, 51 км на південь від Слатіни, 71 км на південний схід від Крайови.

## Населення
За даними перепису населення 2002 року у селі проживали 2490 осіб, з них 2487 осіб (99,9%) румунів. Рідною мовою 2489 осіб (> 99,9%) назвали румунську.